# Dallas Lynn Peck
Dallas Lynn Peck (Cheney, 28 de marzo de 1929-Fairfax, 21  de agosto de 2005) fue un geólogo y vulcanólogo estadounidense. Peck era nativo de Cheney, Washington. Recibió su licenciatura en 1951 y su maestría en 1953 en Geología del Instituto de Tecnología de California. Recibió un doctorado en Geología de la Universidad de Harvard en 1960.

## Trayectoria
Peck se graduó del Instituto de Tecnología de California y de la Universidad de Harvard (Ph.D., 1960).
Comenzó su carrera estudiando los volcanes y rocas volcánicas de Hawái y el oeste de los Estados Unidos. A mediados de la década de 1960s, ayudó a capacitar a los astronautas estadounidenses sobre qué esperar del geología lunar. También fue uno de los primeros científicos estadounidenses en trabajar con la Unión Soviética y China en la investigación cooperativa de terremotos en la década de los 70.
A lo largo de su carrera, fue asesor de la Fundación Nacional de Ciencias, miembro del National Research Council y representante de la Tercera Reunión General del Programa Cooperativo de Ciencias entre Estados Unidos y Japón. Sus membresías incluyeron la Asociación Estadounidense para el Avance de la Ciencia, la Unión Geofísica Estadounidense y el Club Cosmos .
Peck falleció el 21 de agosto de 2005 en el Hospital Inova Fairfax en Fairfax, Virginia de complicaciones de una cirugía a corazón abierto que tuvo en junio de 2005.

## Carrera en el USGS
Dallas Peck era una autoridad en volcanes que se desempeñó como director del Servicio Geológico de Estados Unidos de 1981 a 1993. Pasó toda su carrera en el Servicio Geológico de EE. UU., a partir de 1951. Peck trabajó en California y Hawái antes de mudarse al área de Washington D. C. en 1966. Fue jefe de la división geológica desde 1977 hasta que fue nombrado director de la prospección. Durante su mandato, amplió el alcance del trabajo de la encuesta sobre recursos minerales, cambio global, calidad del agua y mapeo.
Después de su mandato como Director, regresó a la División Geológica del USGS en 1993 para realizar investigaciones sobre los granitos del parque nacional de Yosemite y de Sierra Nevada y para servir como asesor en la Oficina del Geólogo Jefe. En 1995 se retiró del USGS, pero continuó su investigación como científico emérito hasta su muerte.

## Premios y honores
- El Premio al Científico Emérito Destacado de Dallas Peck es un premio en su honor.
- Recibió los premios del Departamento del Interior por servicios meritorios (1970) y distinguidos (1979), así como el Premio Presidencial Meritorio Ejecutivo (1980).
- Recibió el premio al alumno distinguido del Instituto de Tecnología de California en 1985.
- Una cadena montañosa en la Antártida recibió su nombre en 1989.

## Publicaciones
- Mapa geológico del cuadrilátero de Yosemite, Central Sierra Nevada, California (2002) USGS IMAP No. 2751
- Cuadrángulo de Yosemite, Central Sierra Nevada, California — Datos analíticos (2001) Informe de archivo abierto del USGS No. 2001-252
- Hidrogeología kárstica en Estados Unidos Archivado el 17 de junio de 2010 en Wayback Machine., con Joseph W. Troester; John E. Moore. (1988) Informe de archivo abierto del USGS No. 88-476
- Merced Peak Quadrangle, centro de Sierra Nevada, California; datos analíticos (enlace roto disponible en Internet Archive; véase el historial, la primera versión y la última)., con GK Van Kooten (1983) USGS Professional Paper No. 1170-D
- Mapa geológico del cuadrilátero de Merced Peak, centro de Sierra Nevada, California (1980) USGS Geologic Quadrangle No. 1531
- Enfriamiento y formación de vesículas del lago de lava Alae, Hawái (1978) Documento profesional de USGS No. 935-B
- La erupción de agosto de 1963 y la formación del lago de lava Alae, Hawái (1976) Documento profesional de USGS No. 935-A
- Geología de las partes central y norte de Western Cascade Range en Oregon, con AB Griggs, HG Schlicker, FG Wells y HM Dole (1964) USGS Professional Paper No. 449
- Reconocimiento geológico del área Antelope-Ashwood, centro-norte de Oregon, con énfasis en la Formación John Day del Oligoceno tardío y el Mioceno temprano (1964) Boletín del USGS No. 1161-D
- Mapa geológico preliminar del cuadrilátero de Merced Peak, California (1964) Mapa de estudios de campo misceláneos del USGS No. 281
- Mapa geológico preliminar del área de la mina Strawberry, condado de Madera, California (1962) Informe de archivo abierto del USGS No. 62-102
- Mapa geológico de Oregon al oeste del meridiano 121, preparado bajo la dirección de FG Wells; compilado por DL Peck (1961) USGS IMAP No. 325
- Reconocimiento geológico de las cascadas occidentales en Oregon al norte de 43 grados de latitud (1960) Informe de archivo abierto del USGS No. 60-110